# Sân bay Bor (Nam Sudan)
Sân bay Bor (ICAO: HSBR) là một sân bay ở thành phố Bor, bang Jonglei, Nam Sudan.

## Vị trí
Sân bay nằm cách trung tâm thành phố Bor khoảng 8 km về phía nam.
Vị trí này cách Sân bay quốc tế Juba khoảng 150 km (93 dặm). Sân bay Bor nằm trên độ cao 407 mét (1.335 ft) so với mực nước biển và có một đường băng không trải nhựa dài 1280 m.